# Kamienica Aleksandra Timma w Bydgoszczy
Kamienica Aleksandra Timma w Bydgoszczy – kamienica położona w Bydgoszczy przy ul. Gdańskiej 17.

## Położenie
Budynek stoi u zbiegu ulic: Gdańskiej i Pomorskiej w Bydgoszczy.

## Historia
Kamienicę wzniesiono z inicjatywy rentiera Alexandra Wilhelma Timma w 1852 roku, według projektu budowniczego B. Brinkmanna. W czasach kiedy powstawała, należała do największych kamienic przy ulicy Gdańskiej. Budynek przebudowano w 1910 roku na zlecenie radcy miejskiego Carla Becka według projektu O. M. W. Mullera. W 2017 roku rozpoczęto remont elewacji kamienicy. Po przeprowadzeniu badań stratygraficznych, obejmujących m.in. analizę powłok malarskich, przywrócono historyczną kolorystykę budynku (barwa zbliżona do ceglanej, z beżowym malowaniem detali, m.in. gzymsów). 23 stycznia 2018 zamknięto księgarnię, od kilkudziesięciu lat mieszczącą się na parterze kamienicy.

## Architektura
Kamienica prezentuje formy architektury historyzującej, z elementami nawiązującymi do architektury średniowiecznej. Elewacja południowa jest flankowana ośmiobocznymi wieżyczkami, zwieńczonymi krenelażem. Zachowana ikonografia przedstawia budynek, z elewacjami pomalowanymi na czerwono, co stylistycznie zbliżało go do ceglanej architektury obronnej. Na budynku znajduje się tablica pamiątkowa ku czci Stanisława Brzęczkowskiego (1897–1955) artysty, grafika i pedagoga. Do 2008 roku na szczycie kamienicy znajdował się charakterystyczny neon z reklamą kosmetyków Polleny Urody. 

## Galeria

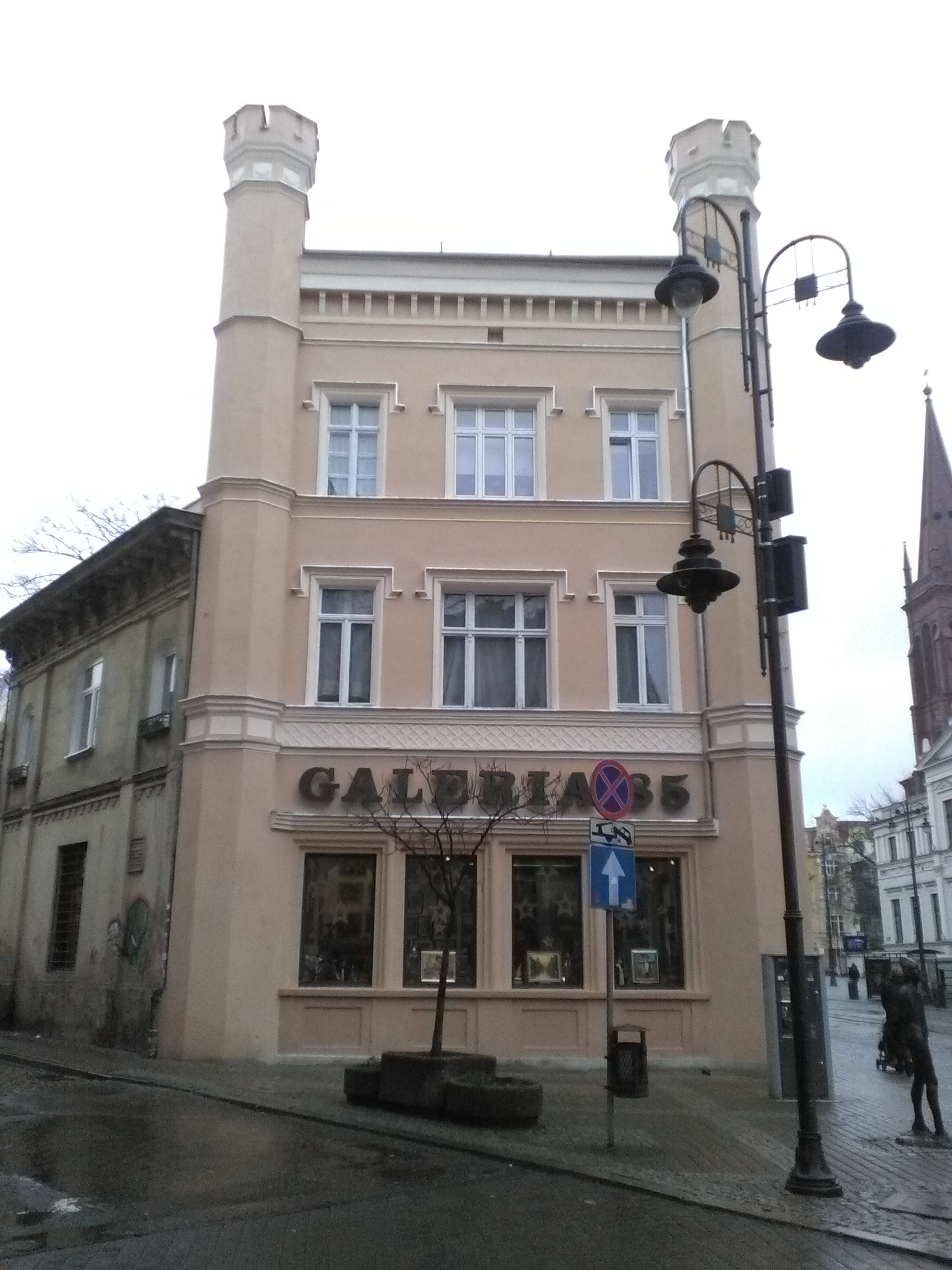
Elewacja południowa